# 1967 год в театре
1967 год в театре

## Персоналии

### Родились
- 5 января — Иванов, Евгений Алексеевич, советский и российский актёр театра и кино, заслуженный артист России
- 17 февраля — Гришковец, Евгений Валерьевич, российский драматург, режиссёр, актёр, писатель
- 31 марта — Шалковская, Татьяна Геннадьевна, советская и российская актриса, заслуженная артистка России
- 7 июня — Степанов, Юрий Константинович, советский и российский актёр театра и кино
- 20 июля — Кузнецов, Антон Валерьевич, театральный режиссёр и актёр
- 2 сентября — Ступка, Остап Богданович, советский и украинский актёр театра и кино, телеведущий, Народный артист Украины
- 4 сентября — Егорова, Ольга Валерьевна, советская и российская актриса театра и кино
- 13 октября — Тюнина, Галина Борисовна, российская актриса театра и кино, заслуженная артистка России

### Скончались
- 8 января — Охлопков, Николай Павлович, советский актёр театра и кино, режиссёр, педагог, народный артист СССР
- 11 января — Маргарита Аннинская, советская театральная актриса, Народная артистка Азербайджанской ССР.
- 15 февраля — Платонов, Борис Викторович, советский актёр театра и кино, народный артист СССР
- 28 марта — Ильинский, Александр Константинович, советский актёр театра и кино, народный артист СССР
- 28 июня — Благообразов, Владимир Сергеевич, советский актёр театра и кино, народный артист РСФСР